# Stazione di Tesero
La stazione di Tesero è stata una fermata ferroviaria posta lungo la ex linea ferroviaria a scartamento ridotto Ora-Predazzo chiusa il 10 gennaio 1963, a servizio del comune di Tesero.

## Strutture e impianti
La fermata era composta da un fabbricato viaggiatori e due binari. A novembre 2015 non ne rimane traccia, il fabbricato è stato completamente demolito mentre i due binari sono stati smantellati.